# Andrea Briosco

Andrea Briosco ou Andrea Crispus, dit il Riccio, ou Andrea Riccio (Padoue, ~1470 – Padoue, 8 juillet 1532) est un sculpteur italien (et quelquefois architecte) assez connu pour ses petits objets en bronze courants (encriers, heurtoirs de porte, chenets, etc.) de style Renaissance.

## Biographie
Fils de Ambrogio di Cristoforo Briosco, orfèvre milanais, il se forme à l'atelier de Bartolomeo Bellano dans la tradition de Donatello pour lequel il complète, entre 1497 et 1498, le monument à Roccabonella de l'église padouane San Francesco.
Il est le contemporain de Pier Jacopo Alari Bonacolsi, dit l'Antico. Il s'est spécialisé dans la production de statuettes en bronze qui attiraient les collectionneurs de l'époque.
Particulièrement actif à la basilique Saint-Antoine de Padoue, sont de sa main les deux bas-reliefs en bronze de 1506, conservés dans le chœur du maître-autel, : il Cristo al Limbo et La danza di Davide dinanzi all'Arca ; le candélabre pascal du chœur doté d'une très riche ornementation  (peut-être son œuvre la plus fameuse, faite entre 1507 et 1516), et le tombeau  d'Antonio Trombetta, sculpté entre 1521 et 1524.
Son chef-d'œuvre est l'arche de Girolamo e Marcantonio della Torre, datée du 1516 au 1521, exécuté pour l'église San Fermo de Vérone, où il est toujours conservé, exception faite des bas-reliefs en bronze transférés, en 1796, au musée du Louvre.
Pier Jacopo Alari Bonacolsi dit l'Antico fut de ses élèves.

## Œuvres

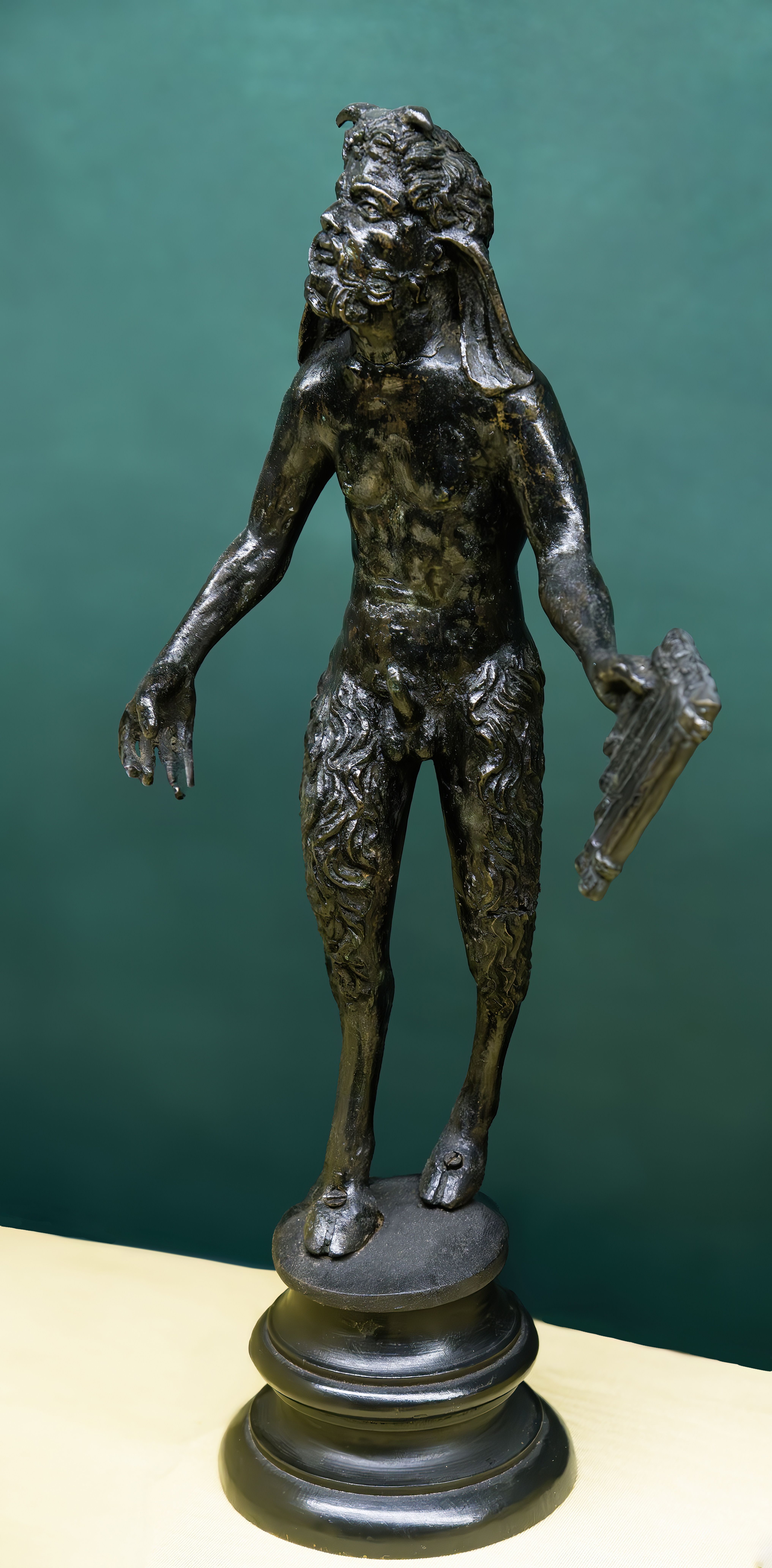
Pan - Satyre à la flûte de Pan - Musée Correr

- il Cristo al Limbo et La danza di Davide dinanzi all'Arca, chœur du maître-autel, basilique Saint-Antoine de Padoue
- Vierge à l'Enfant, église Saint-Gaëtan (Padoue)
- Arche de Girolamo e Marcantonio della Torre, datée du 1516 au 1521, exécutée pour l'église San Fermo de Vérone
- Musée du Louvre :  huit bas-reliefs[3] provenant du monument funéraire de Girolamo et Marc Antonio della Torre : 
  - Della Torre professant la médecine, 1516 - 1521, Padoue, bronze, 37 x 49 cm
  - La Renommée sur la terre
  - Le Paradis
  - Descente aux Enfers
  - La Maladie
  - Sacrifice à Esculape
  - La Mort
  - Les Funérailles

- Musée de la Chartreuse de Douai (Legs en 1877 de Pierre-Amédée Foucques de Wagnonville)
  - Satyre femelle
  - Satyre mâle
  - Samson massacrant les Philistins
- Frick Collection :
  - Triton et Néréide
  - Satyre avec encrier et candélabre
  - Jeune homme nu avec le bras gauche levé
  - Lampe à huile
- Vierge à l'Enfant, Getty Center
- Mise au tombeau, bronze, 50,4 x 75,5 cm, National Gallery of Art, Washington.

## Sources
- (it) Cet article est partiellement ou en totalité issu de l’article de Wikipédia en italien intitulé « Andrea Briosco » (voir la liste des auteurs).